# Royal Golf Dar Es Salam
De Royal Golf Dar Es Salam in Rabat is de voornaamste golfclub in Marokko. De Royal Golf werd in 1971 opgericht in de tijd dat Koning Hassan II regeerde.
De club beschikt over drie golfbanen met in totaal 45 holes.

## Baan

### Parcours Rouge
De 18-holes Rode Baan werd in 1971 geopend. Hier wordt sindsdien de Hassan II Golf Trofee gespeeld, vernoemd naar de toenmalige koning. Tegenwoordig staat het toernooi onder patronage van Moulay Rachid, de broer van de huidige Marokkaanse koning Mohammed VI. Vanaf 2010 telt dit toernooi mee voor de Europese PGA Tour.
Tegenwoordig wordt hier ook een kwalificatietoernooi gespeeld van de Tourschool van de Ladies Tour en in maart 2013 speelde de MENA Tour hier het eerste toernooi van hun vierde seizoen. 
| Hole  | 1   | 2   | 3   | 4   | 5   | 6   | 7   | 8   | 9   | Out  | 10  | 11  | 12  | 13  | 14  | 15  | 16  | 17  | 18  | In   | Totaal |
| ----- | --- | --- | --- | --- | --- | --- | --- | --- | --- | ---- | --- | --- | --- | --- | --- | --- | --- | --- | --- | ---- | ------ |
| Par   | 4   | 3   | 4   | 4   | 5   | 4   | 4   | 5   | 3   | 36   | 5   | 4   | 5   | 4   | 3   | 4   | 4   | 3   | 5   | 37   | 73     |
| Meter | 368 | 212 | 405 | 370 | 519 | 404 | 386 | 535 | 173 | 3372 | 442 | 429 | 484 | 353 | 188 | 358 | 390 | 206 | 507 | 3357 | 6729   |

### Parcours Bleu
Deze 18-holes Blauwe Baan is aangelegd door Robert Trent Jones. De baan vraagt niet zozeer om lengte alswel om securiteit, want er zijn veel doglegs (fairways met een bocht) en er zijn enkele meren.

### Parcours Vert
Deze 9-holes Groene Baan heeft geen par-5 holes, er zijn daarentegen 4 par-3 holes met een lengte van 130 - 180 meter.

## Trivia
- Dar Es Salam betekent Huis van De Vrede.
- Volgens het International Institute of British Tourism is de Royal Golf de nummer twee baan van Afrika.
- Het klimaat, de goede conditie van de baan en de gemakkelijke bereikbaarheid van de Royal Golf waren jaren geleden al aanleiding voor het Franse nationale team om hier 's winters te komen trainen.